# Diocese dos Libombos
A Diocese dos Libombos é uma das dioceses da Igreja Anglicana na África Austral. A sua sede é em Maputo, Moçambique, e o seu bispo, desde 2014, é D. Carlos Matsinhe substituindo D. Dinis Sengulane.
Esta diocese conta com distritos eclesiásticos como distrito eclesiástico de Umbeluzi e distrito eclesiástico de Maputo. Por sua vez os distritos contam com padres episcopais.